# Хронология Большого взрыва
| Время                                      | Стадия расширения вселенной         | Эпоха | События | Время от сегодняшнего момента, млрд лет                                                                                           |
| ------------------------------------------ | ----------------------------------- | --- | --- | --- |
| 0                                          |                                     | | Большой взрыв. | \| WMAP[2] \| Planck[3] \| LIGO[4][5] \| \| ---------- \| ---------- \| ---------- \| \| 13,75±0,13 \| 13,81±0,06 \| 11,9—15,7 \| |
| 0 — 10−43 с                                | Планковская эпоха                   | Рождение частиц. | ~13,8 | |
| 10−43 — 10−35 с                            | Эпоха Великого объединения          | Отделение гравитации от объединённого электрослабого и сильного взаимодействия. Возможное рождение монополей. Разрушение Великого объединения. | ~13,8 | |
| 10−35 — 10−32 с                            | Инфляционная эпоха                  | Инфляционная эпоха | Вселенная экспоненциально увеличивает свой радиус на много порядков. Структура первичной квантовой флуктуации, раздуваясь, даёт начало крупномасштабной структуре Вселенной. Вторичный нагрев.         | ~13,8 |
| 10−32 — 10−12 с                            | Стадия радиационного доминирования  | Электрослабая эпоха | Вселенная заполнена кварк-глюонной плазмой, лептонами, фотонами, W- и Z-бозонами, бозонами Хиггса. Нарушение суперсимметрии.                                                                           | ~13,8 |
| 10−12 — 10−6 с                             | Стадия радиационного доминирования  | Кварковая эпоха | Электрослабая симметрия нарушена, все четыре фундаментальных взаимодействия существуют раздельно. Кварки ещё не объединены в адроны. Вселенная заполнена кварк-глюонной плазмой, лептонами и фотонами. | ~13,8 |
| 10−6 — 1 с                                 | Стадия радиационного доминирования  | Адронная эпоха | Адронизация. Аннигиляция барион-антибарионных пар. Благодаря CP-нарушению остаётся малый избыток барионов над антибарионами (около 1:109).                                                             | ~13,8 |
| 1 секунда — 10 секунд                      | Стадия радиационного доминирования  | Лептонная эпоха | Аннигиляция лептон-антилептонных пар. Распад части нейтронов. Вещество становится прозрачным для нейтрино.                                                                                             | ~13,8 |
| 10 секунд — 20 минут 20 минут — 70 000 лет | Стадия радиационного доминирования  | Фотонная эпоха Протонная эпоха | Первичный нуклеосинтез гелия, дейтерия, следов лития-7 (20 минут). Вещество начинает доминировать над излучением (70 000 лет), что приводит к изменению режима расширения Вселенной.                   | ~13,8 |
| 70 000 лет — 379 000 лет                   | Стадия доминирования вещества       | Фотонная эпоха Протонная эпоха | В конце протонной эпохи (379 000 лет) происходит рекомбинация водорода и Вселенная становится прозрачной для фотонов теплового излучения.                                                              | ~13,8 |
| 379 000 лет — 550 млн лет                  | Стадия доминирования вещества       | Тёмные века | Вселенная заполнена водородом и гелием, реликтовым излучением, излучением атомарного водорода на волне 21 см. Звёзды, квазары и другие яркие источники отсутствуют.                                    | 13,15 |
| 550 млн — 800 млн лет                      | Стадия доминирования вещества       | Реионизация | Образуются первые звёзды (звёзды популяции III), квазары, галактики, скопления и сверхскопления галактик. Реионизация водорода светом звёзд и квазаров.                                                | 12,7 |
| 800 млн лет — 8,9 млрд лет                 | Стадия доминирования вещества       | Эра вещества | Образование межзвёздного облака, давшего начало Солнечной системе. | 4,8 |
| 8,9 млрд лет — 9,1 млрд лет                | Стадия доминирования вещества       | Эра вещества | Образование Земли и других планет нашей Солнечной системы, затвердевание пород. | 4,6 |
| > 9,8 млрд лет                             | Стадия доминирования тёмной энергии | Эра вещества | Образование жизни на Земле. | 3,9 |
| WMAP                                       | Planck                              | LIGO | | |
| 13,75±0,13                                 | 13,81±0,06                          | 11,9—15,7 | | |

## В литературе
В книге американского физика-теоретика, лауреата Нобелевской премии, Стивена Вайнберга — «Первые три минуты» — доступно и понятно описаны первые секунды и минуты начала образования нашей Вселенной.